# تياغو براغا دي سوزا
تياغو براغا دي سوزا هو لاعب كرة قدم برازيلي في مركز حراسة المرمى، ولد في 4 مايو 1984 في بيلو هوريزونتي في البرازيل. لعب مع نادي كروزيرو.